# Elecciones presidenciales de Venezuela de 2012
Las elecciones presidenciales de Venezuela para el período 2013-2019 fueron el proceso electoral llevado a cabo el domingo 7 de octubre de 2012 en Venezuela, en el que fue reelecto el presidente Hugo Chávez para un cuarto mandato consecutivo.
Las principales coaliciones que disputaron la elección fueron el Gran Polo Patriótico (GPP), que respaldaba la reelección de Hugo Chávez, y la Mesa de la Unidad Democrática (MUD) que estuvo representada por Henrique Capriles Radonski, candidato electo en elecciones primarias, celebradas el 12 de febrero de 2012.
Para estas elecciones el oficialismo buscaba reelegir al entonces presidente Hugo Chávez por tercera vez consecutiva, luego de que fuese aprobada en el referendo de 2009 la enmienda Nº 1 a la Constitución, que elimina las restricciones a la postulación sucesiva para los cargos de elección popular.
Parte la oposición, agrupada en torno a la Mesa de la Unidad Democrática (MUD), buscó a través de una candidatura unitaria derrotar al oficialismo. Luego de los últimos resultados electorales, que han sido calificados por ese sector como positivos, entre ellas, la más reciente suscitada en el año 2010 para la Asamblea Nacional Elecciones parlamentarias de Venezuela de 2010, en la que esta coalición obtuvo el 47,22 % de los votos válidos.
El Consejo Nacional Electoral, máximo órgano del Poder Electoral encargado del desarrollo de los procesos electorales en Venezuela, convocó el proceso el 29 de marzo de 2012.
El domingo 2 de septiembre se realizó el simulacro previo a las elecciones con el fin de que la población venezolana pudiese familiarizarse con el sistema y asesorarse con las boletas electorales a utilizar, sin totalización de votos ni recuentos, y sin testigos de los diferentes coaliciones políticas. El Consejo Nacional Electoral declaró que el proceso fue exitoso y transcurrió con normalidad destacando que el proceso de votación dura entre 1 minuto 5 segundos y un 1 minuto 30 segundos. El proceso fue acompañado por observadores nacionales con acreditación y contó con la participación de poco más de 1 millón 890 mil venezolanos.
El presidente reelecto no culminó su período presidencial por su muerte el 5 de marzo de 2013.

## Coaliciones y precandidatos

### Gran Polo Patriótico Simón Bolívar
La coalición liderada por el Partido Socialista Unido de Venezuela e integrada por el Partido Comunista de Venezuela, Podemos, PPT, la Unidad Popular Venezolana, Tupamaro, MEP, PSOEV, JOVEN, IPCN y otras organizaciones políticas y sociales de izquierda e independientes, respaldan la reelección de Hugo Chávez Frías como presidente de Venezuela. Esta alianza agrupa más de 34 000 organizaciones.
En el GPPSB convergen diversos movimientos: entre los que destacan el Colectivo cultural Nuevo Nuevo Circo, "Movimiento del Rock Nacional" de Paul Gillman, Colectivo "Conocimiento Libre para el Socialismo" (COLIBRIS), Colectivo Hip-Hop revolución, Frente Nacional Campesino "Ezequiel Zamora", entre otros.
Chávez anunció su intención de presentarse nuevamente como candidato presidencial el 4 de marzo de 2011 durante un evento donde se juramentaban equipos regionales del PSUV.
El 4 de septiembre pocos días después del simulacro electoral, Jorge Rodríguez  jefe del Comando de Campaña Carabobo informó que sobre la base de las proyecciones obtenidas por sus encuestadoras a boca de urna, el 86 % de los votos correspondieron a Hugo Chávez, pero el rector del Consejo Nacional Electoral Vicente Díaz desmintió las declaraciones emitidas y volvió a resaltar que el acto sólo constituye un simulacro para probar la plataforma tecnológica y la capacidad logística del organismo y que los votos no fueron totalizados ni contados, por lo que  las cifras emitida por los comandos fueron desestimadas. Sin embargo una nota de prensa de ABC fechada el 3 de septiembre que titula Capriles gana el simulacro de las elecciones en Venezuela, según un sondeo oficialista explica que una encuesta encargada a IVAD (Instituto Venezolano de Análisis de Datos) por Odebrecht ubica al candidato opositor con el 53 % de los votos sobre 45 % del presidente Hugo Chávez, seguidamente medios locales e internacionales apoyan esta visión.

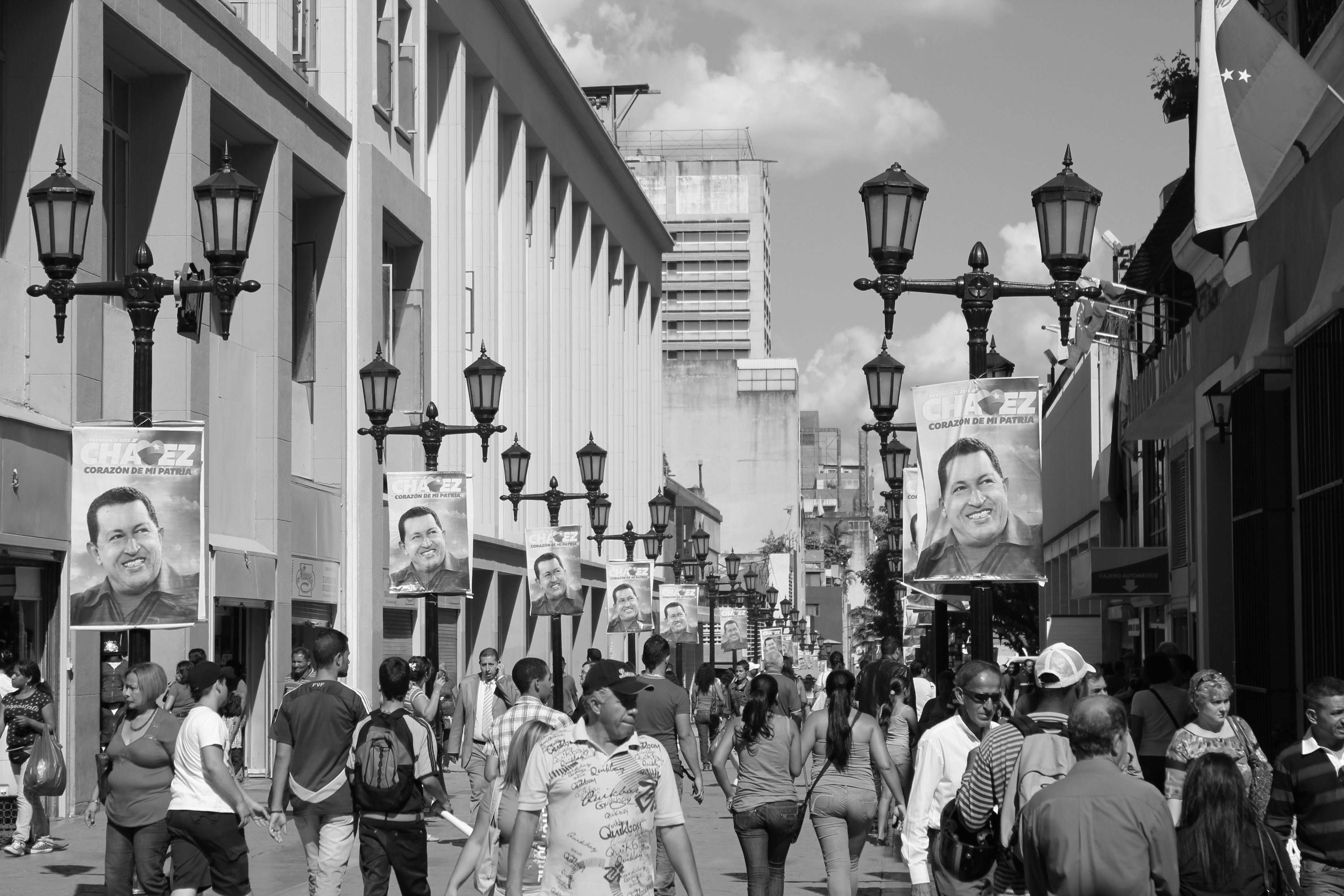
Propaganda chavista en el centro de Caracas
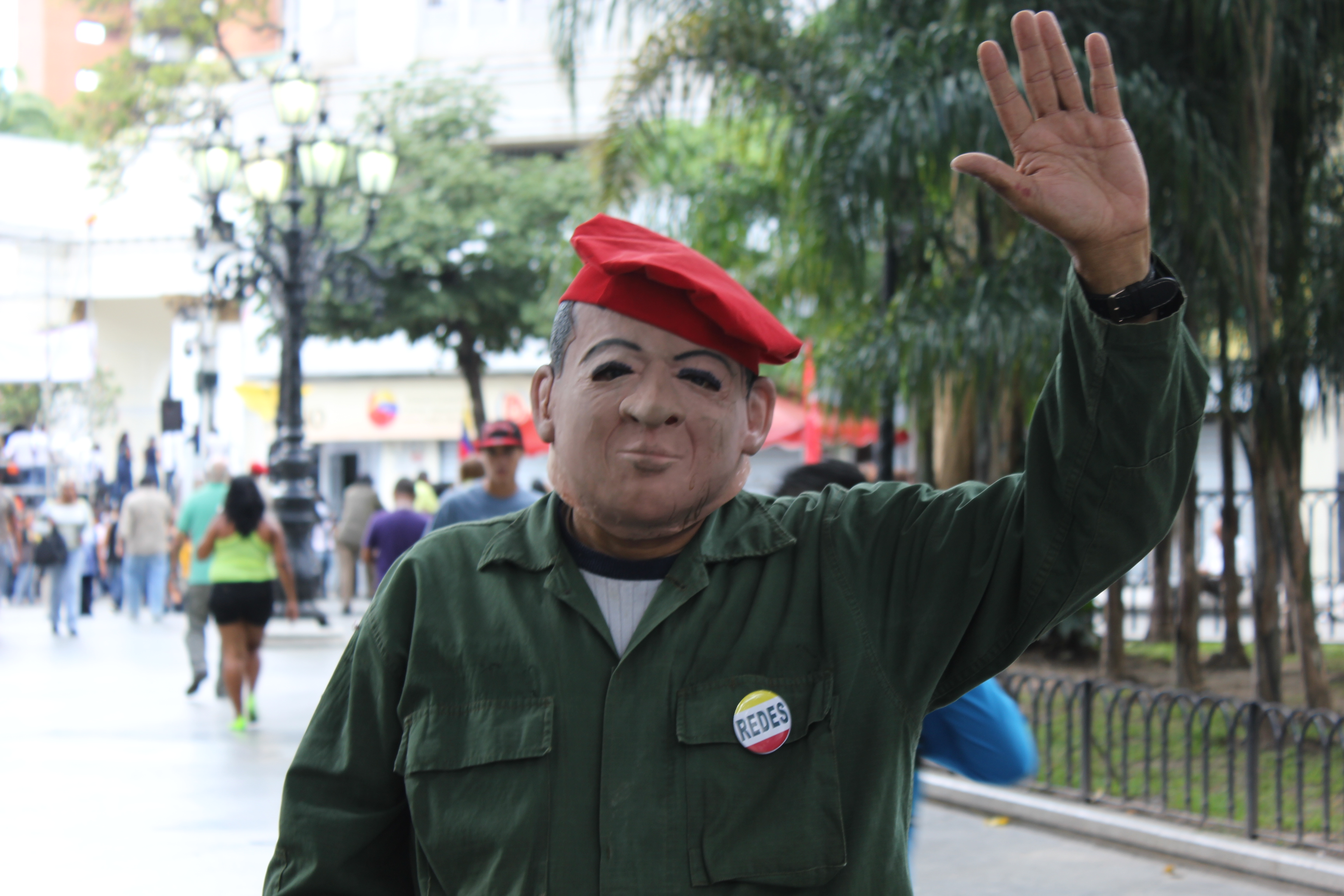
Simpatizante con máscara de Hugo Chávez en el centro de Caracas
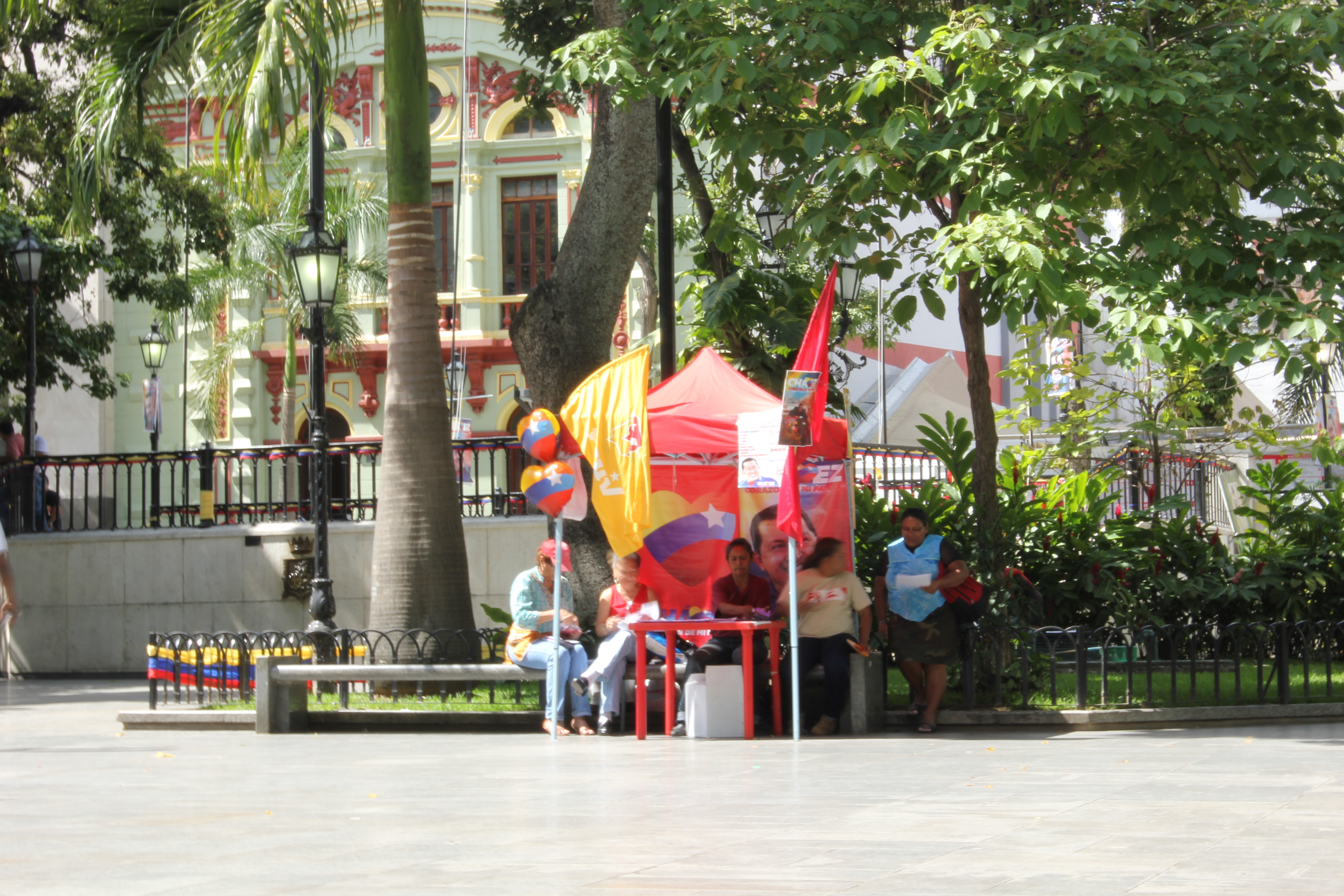
"Punto Rojo" simpatizantes chavistas

### Mesa de la Unidad Democrática
La MUD o Unidad Nacional está integrada por una treintena de organizaciones de distintos espectros políticos y apoyada por diversas organizaciones estudiantiles, de trabajadores, sindicatos, intelectuales, artistas, profesionales, grupos sociales y deportivos, así como por diversas comunidades indígenas que apoyan el cambio de gobierno en 2012. El candidato de la MUD para la elección presidencial fue Henrique Capriles Radonski luego de resultar electo en una elección primaria el 12 de febrero de 2012.
La oposición discutía la posibilidad de participar en la elección con una tarjeta única, para evitar la dispersión del voto. Entre los principales defensores de esta idea se encontraban Copei, MAS, La Causa R, Acción Democrática, Alianza Bravo Pueblo; mientras que Un Nuevo Tiempo y Primero Justicia, los dos partidos opositores con mayor votación en las últimas elecciones no habían respaldado la propuesta, sin embargo, el 30 de julio de 2011 anunciaron que habían acordado por unanimidad utilizar una tarjeta unitaria, solamente para la elección presidencial. Pese a ese anuncio, al momento de realizar las inscripciones de las candidaturas los partidos Primero Justicia, Un Nuevo Tiempo, Voluntad Popular y otros más pequeños decidieron no plegarse a la tarjeta unitaria junto al resto de organizaciones de la colación.

#### Primarias opositoras

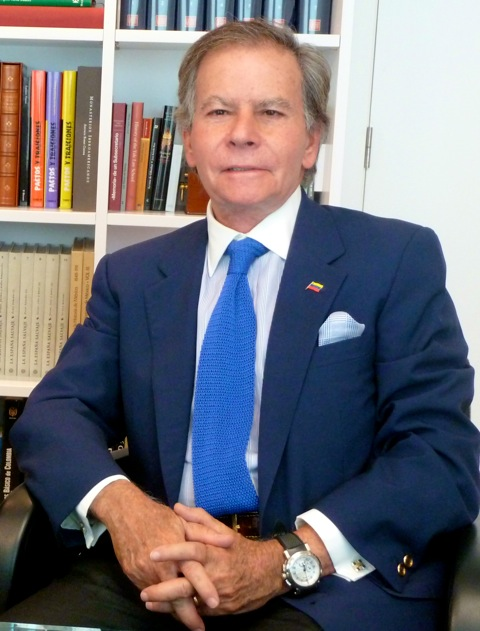
Diego Arria

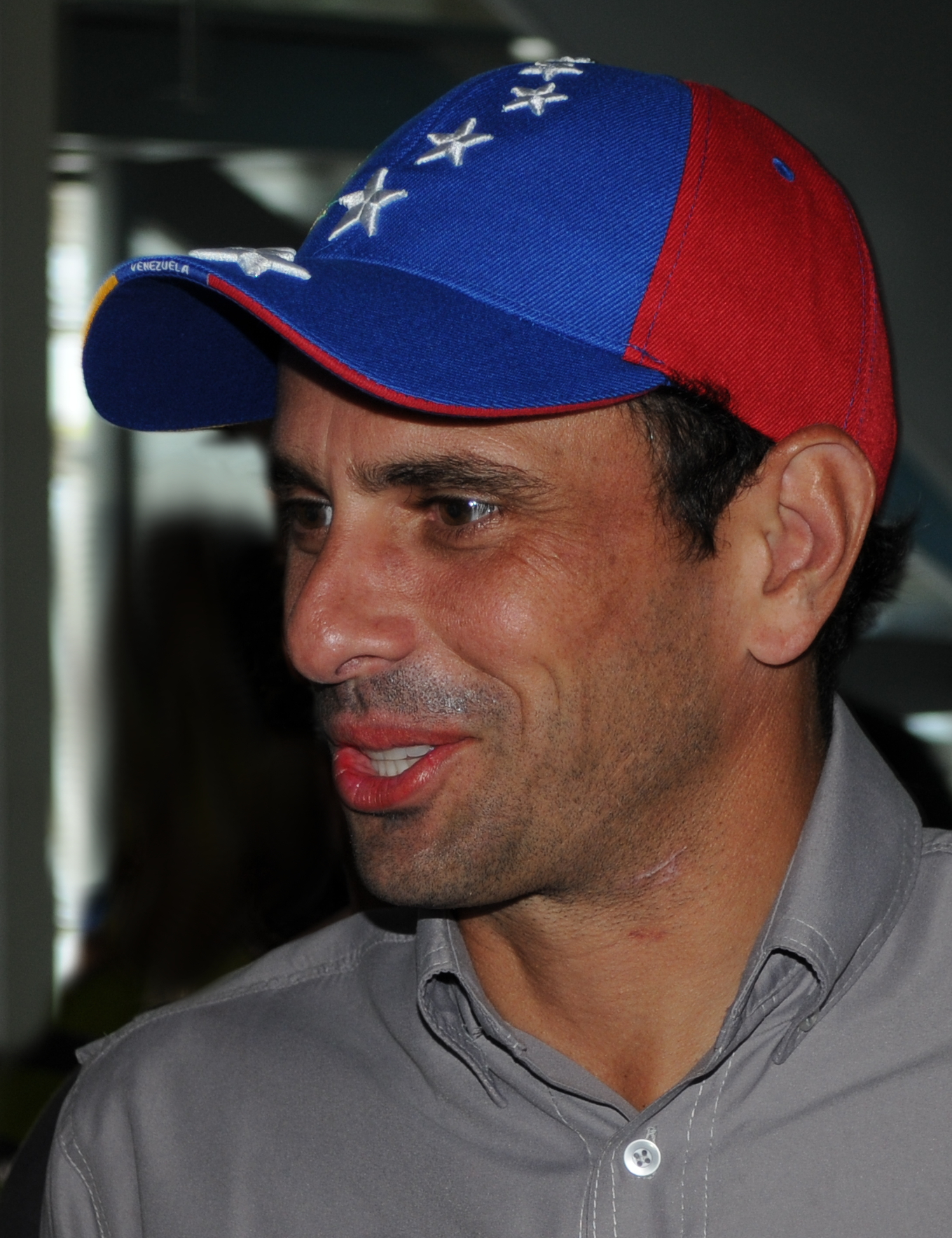
Henrique Capriles

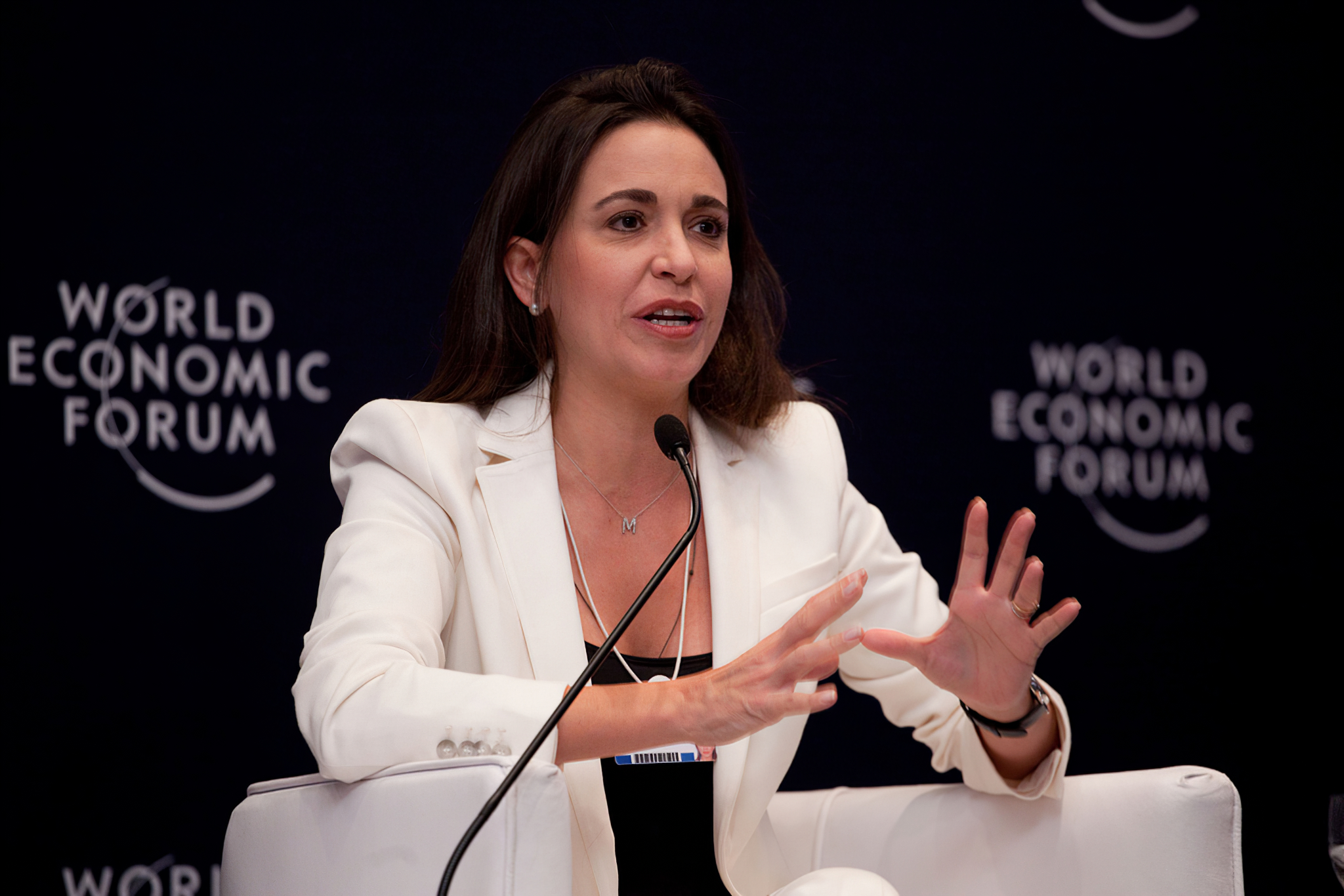
María Corina Machado

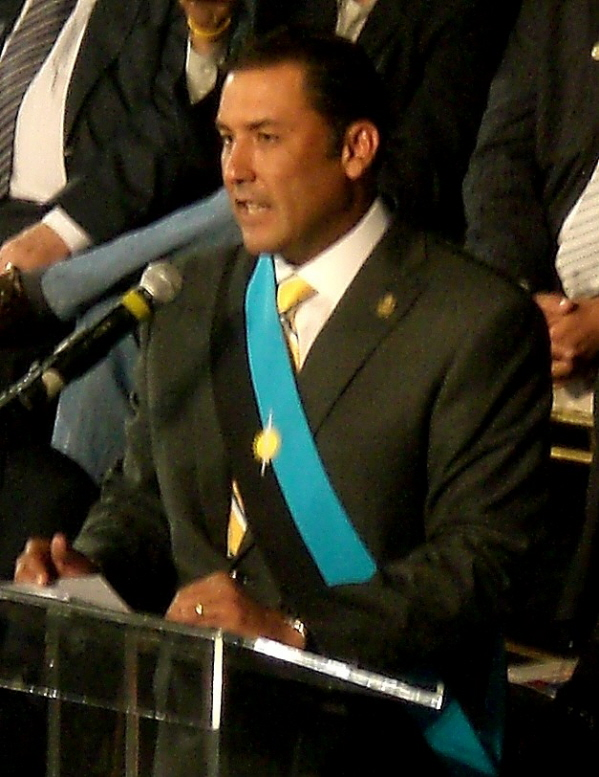
Pablo Pérez Álvarez

La Mesa de la Unidad resolvió que el candidato para la elección presidencial de 2012, debía resultar electo en unas elecciones primarias, para ellas se presentaron los siguientes candidatos:
- Diego Arria Salicceti: economista egresado del London School of Economics and Political Science, político, escritor, diplomático y excandidato presidencial en 1978. Se ha desempeñado como presidente de la Corporación Nacional de Hotelería y Turismo (1969-1974), Gobernador del Distrito Federal (1974-1977), Ministro de Información y Turismo (1977-1978), representante Permanente de Venezuela en la Organización de las Naciones Unidas (1991-1993) y Presidente del Consejo de Seguridad de las Naciones Unidas en 1992. Fue también asesor del Secretario General de la ONU, Kofi Annan.

- Henrique Capriles Radonski:[35] abogado egresado de la Universidad Católica Andrés Bello y político, actual gobernador del estado Miranda desde 2008. Exdiputado al Congreso de la República (1999-2000), donde desempeñó el cargo de vicepresidente del Congreso y de presidente de la Cámara de Diputados, fue alcalde por dos períodos del Municipio Baruta (2000-2008). Miembro fundador de Primero Justicia, partido que apoya su candidatura, además de Podemos, Patria Para Todos, La Causa R, Cuentas Claras, Electores Libres, Fuerza de la Gente, Dignidad Patriótica, Partido Auténtico Nacional, Voluntad Popular, Proyecto Venezuela, MIN Unidad, Unión Republicana Democrática, Movimiento Ecológico de Venezuela, Piensa en Democracia y Visión Venezuela..

- María Corina Machado Parisca,:[36] política, docente e ingeniero industrial egresada de la Universidad Católica Andrés Bello y especializada en Finanzas del IESA, fue diputada independiente a la Asamblea Nacional de Venezuela por el estado Miranda. Graduada del Programa de Líderes Mundiales en políticas públicas de la Universidad de Yale en Estados Unidos y fundadora de la organización civil Súmate. Es la primera venezolana aceptada en la red de Jóvenes Líderes Globales del Foro Económico Mundial.

- Pablo Medina: político y antiguo dirigente sindical. Fue Diputado y senador al Congreso de la República, ejerció entre 1995 y 1996 la primera Vicepresidencia de la Cámara de Diputados. Formó parte de la Asamblea Nacional Constituyente de 1999, aunque fue el único constituyentista que no avaló con su firma la Constitución que nacía de esa asamblea. Es apoyado por el Movimiento Laborista y fue el último de los precandidatos opositores en inscribirse a los comicios primarios, pues no pudo consignar la totalidad de la cuota financiera acordada para su candidatura.

- Pablo Pérez Álvarez: político y abogado egresado de la Universidad del Zulia, Gobernador del estado Zulia. Prosiguió estudios de postgrado de Derecho Público, y luego se especializó en Gerencia Municipal en el IESA. Se ha desempeñado como Director del Instituto Regional del Ambiente y Secretario General de Gobierno en el estado Zulia entre 2006 y 2008. Apoyado por su partido Un Nuevo Tiempo y por Acción Democrática, Copei, Movimiento al Socialismo, Movimiento Republicano, Convergencia, Gente Emergente, Bandera Roja, OPINA, NOÉ y ProComunidad.

##### Candidatos retirados de las primarias
- Antonio Ledezma Díaz, exgobernador del Distrito Federal, exalcalde de municipio Libertador, actual alcalde metropolitano de Caracas desde 2008 y dirigente de ABP.

- César Pérez Vivas,[37] exdiputado, gobernador del Estado Táchira desde 2008 y dirigente del partido socialcristiano Copei.

- Oswaldo Álvarez Paz, exgobernador del Estado Zulia, excandidato presidencial de 1993 por el partido Copei y actual dirigente socialcristiano del Movimiento Popular.

- Eduardo Fernández, exdiputado, excandidato presidencial de la Elección Presidencial de Venezuela 1988 por el partido Copei y actual presidente del IFEDEC.

- Cecilia Sosa Gómez, exmagistrada, expresidenta de la extinta Corte Suprema de Justicia.

- Leopoldo López Mendoza: economista y político, fue alcalde por dos períodos del Municipio Chacao (2000-2008). López declinó su candidatura a favor de Capriles Radonski.[38]

El día 12 de febrero de 2012 se realizan las elecciones primarias en Venezuela. En total se registraron 2 904 710 votos con 95 % de las actas escrutadas, lo que representa el 17 % de los electores registrados en el CNE. Resulta ganador el candidato Henrique Capriles Radonski con 1 806 860 votos, frente al candidato Pablo Pérez Álvarez, con 867 601. Por su parte, María Corina Machado obtiene 103 500, Diego Arria 35 070 y Pablo Medina 14 009.
El 13 de febrero de 2012 la Comisión Electoral de la Mesa de la Unidad ofreció un nuevo balance con el 99 % de las actas escrutadas para un total de 3 040 449 votos emitidos. De los cuales 2 959 413 fueron votos válidos.
Ese total se distribuye de la siguiente manera: Henrique Capriles Radonski, 1 900 528 votos (64,2 %); Pablo Pérez, 896 070 (30,3 %); María Corina Machado 110 420 (3,7 %); Diego Arria 37 834 (1,3 %) y Pablo Medina, 14 456 (0,5 %).
El 14 de febrero, el Tribunal Supremo de Justicia ordenó a la Mesa de la Unidad entregar los cuadernos de votación para revisarlos debido a una petición de impugnación de resultados. La oposición alegó que esto violaría un acuerdo entre la MUD y el CNE, y que el mismo tribunal había declarado dos años antes que los datos de los cuadernos electorales son confidenciales. Por su parte, en una entrevista la presidenta del CNE declaró que el proceso electoral no había terminado, pues estaba pendiente la fase de impugnación.
Ese mismo día en la noche en el acto de proclamación del candidato ganador, la presidenta de la Comisión Electoral de Primarias Teresa Albanés destacó que el total de votos emitidos fue 3 059 024, Esto incluye los 18 mil votos de venezolanos en el exterior. Y resaltó que de ese total, 1 913 190 votos fueron para Henrique Capriles Radonski.

### Otros candidatos
Los otros candidatos que terciarán en estas elecciones son: por el Partido Democrático Unidos por la Paz María Bolívar, por Partido Socialismo y Libertad Orlando Chirinos, por Poder Laboral Reina Sequera, y por Organización Renovadora Auténtica Luis Reyes Castillo. Estos candidatos representan una minoría en comparación con los 2 principales candidatos que son Henrique Capriles Radonski y Hugo Chávez Frías.
El candidato por el partido Vanguardia Bicentenaria Republicana, Yoel Acosta Chirinos declinó sus aspiraciones presidenciales a falta de tres semanas para que se efectúen los comicios y a favor de la candidatura de la coalición oficial aunque a sus partidarios les indicó que son libres de sufragar por la opción que deseen sin presión alguna.

## Campaña

### Discurso y estrategia

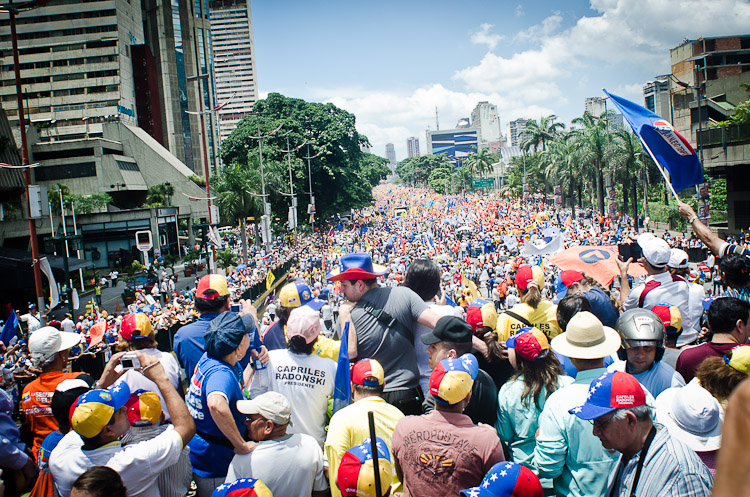
Marcha a favor de Henrique Capriles.

Municipios donde Capriles Radonski protagonizó actividades proselitistas durante su campaña electoral en 2012.

El discurso del presidente Chávez en la campaña se caracterizó por el uso de ataques en contra de su principal contendor, Henrique Capriles. "Burgués", "apátrida", así como peyorativos como "majunche" (poca cosa), "jalabola" (adulador).
La respuesta de Capriles ha sido la de evadir la confrontación, solicitando al Presidente que se no use tales epítetos durante la campaña electoral.  Asegura también, que se encuentra más preocupado en conocer los distintos problemas que enfrenta cada región.
La campaña de Capriles está concentrada en caminatas realizadas en ciertas ciudades venezolanas, en lo que él califica como "casa por casa". El candidato y los partidos de coalición de la Mesa de la Unidad han enfocado su estrategia en la visita progresiva de una serie de municipios de hasta dos estados por día, visitando habitantes del mismo en varios barrios con poblaciones con altas precariedades en cuanto a servicios públicos. Su recorrido alcanzó más de 200 pueblos visitados a lo largo y ancho del territorio venezolano.
El discurso de Capriles se basa en la atención de los problemas del país. Los mismos los da en cada una de las concentraciones, en donde ha repetido en muchas ocasiones si intención de mantener la continuidad y mejoramiento de los programas sociales o "misiones" (iniciados en la administración del candidato Hugo Chávez). 
La campaña del Gran Polo Patriótico se basa en la idea de defender los logros y la dirección del proyecto bolivariano pues anuncian que, de ganar Capriles la presidencia, el rumbo de la nación cambiaría completamente. En este sentido, al gran grueso de la comunicación de los medios estatales se ha enfocado en la divulgación de los logros (acciones, reformas y programas) del gobierno actual.
Respecto a los discursos, destacó el uso de descalificativos por parte del candidato oficial de manera reiterada a su rival, en cuanto a los medios de comunicación, ha sido más dura debido a las propagandas en ofensa al candidato opositor, calificándolo hasta de asesino. De acuerdo a cifras de la ONG Espacio Público, por parte de las televisores y radios públicas, encargados de divulgar las acciones y programas del gobierno de Chávez, los agresiones contra el SNMP solamente constituyen el 9 % del total reportado en 2012, siendo el resto dirigido contra los medios independientes y opositores.
El 17 de julio las diferentes coaliciones a participar en los comicios asistieron a la sede del Consejo Nacional Electoral para definir su posición en el tarjetón electoral. El representante Francisco Ameliach del Gran Polo Patriótico señaló que esta opción, al ser la que opta a la reelección ocupará las dos primeras filas de la boleta; mientras que el dirigente principal Juan Carlos Caldera que representa a la Mesa de la Unidad Democrática informó que la opción de Henrique Capriles y los partidos acompañantes pidieron la ubicación del centro y baja del mismo, y de esta manera evitar confusiones al electorado.

### Hechos violentos

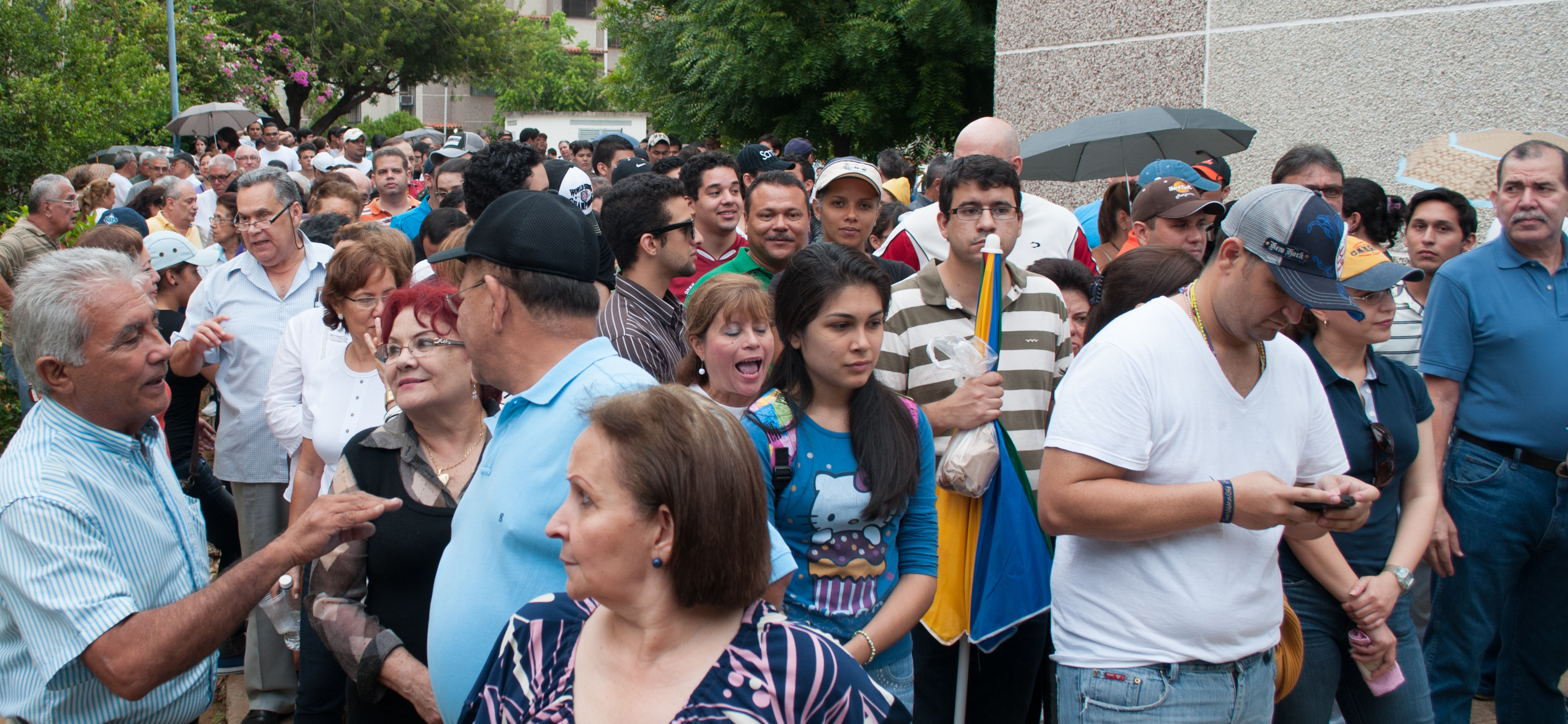
Colas en un local de votación en Maracaibo.

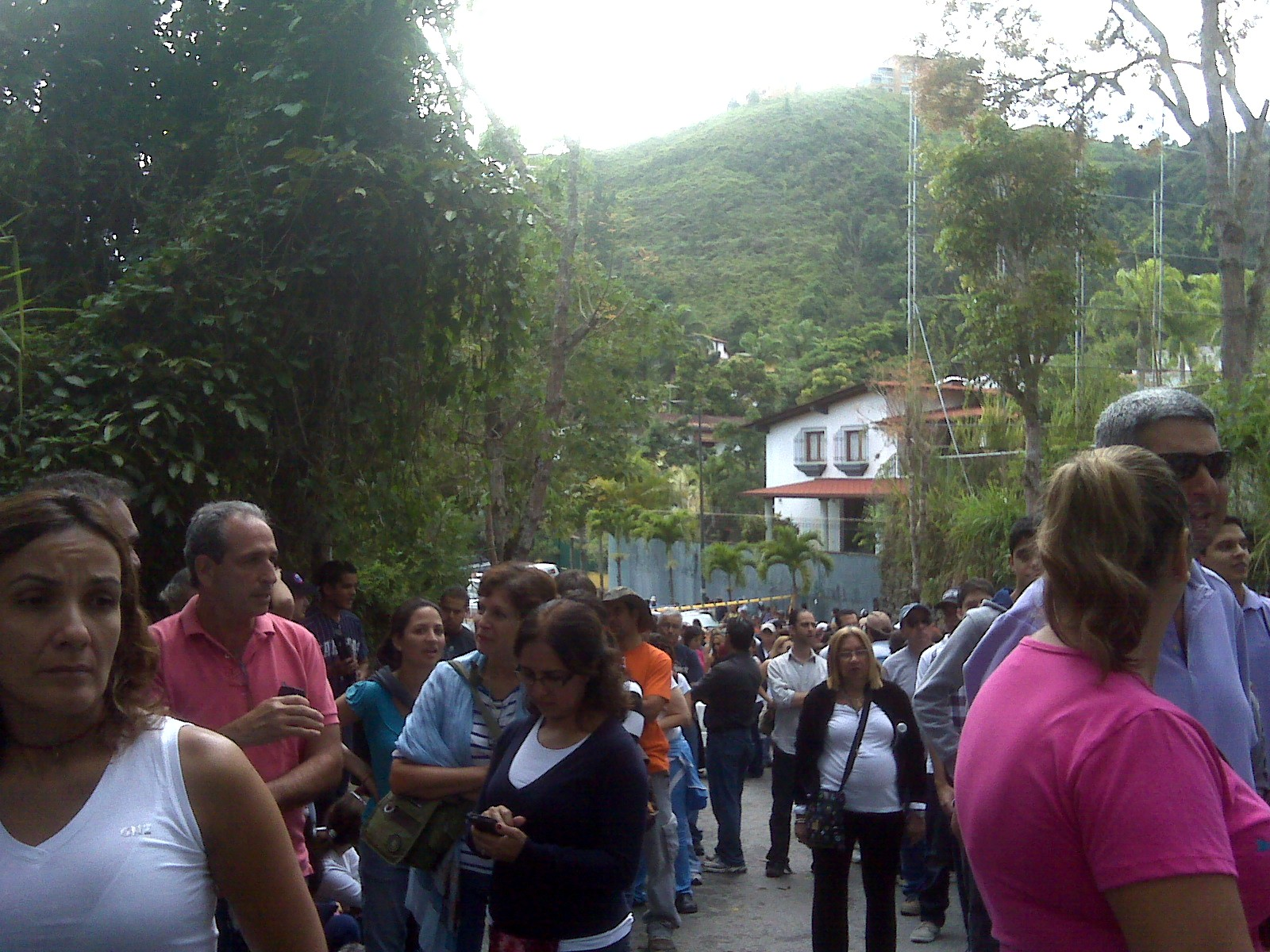
Colas en un centro electoral de Caracas

En general, la campaña electoral había sido pacífica con incidentes aislados de violencia. Para el final de la campaña, se han reportado dos fallecidos por causa de la violencia política.
El 2 de septiembre, cuatro personas identificados con la oposición fueron tiroteados cerca de un centro de votación donde se realizaba un simulacro electoral, en el municipio Francisco Javier Pulgar, al Sur del Lago de Maracaibo. Un vocero de la oposición responsabilizó a los escoltas del alcalde Luis Ruda, quien es miembro del principal partido chavista, el PSUV.
El 12 de septiembre, catorce personas resultaron heridas cuando simpatizantes del chavismo bloquearon una autovía por la que el candidato Capriles planeaba llegar a Puerto Cabello, donde tenía agendado un mitin. Un automóvil identificado con propaganda el partido opositor Un Nuevo Tiempo fueron vandalizado, y se registraron pedradas de un bando contra el otro. De todas maneras, Capriles, desvió su ruta, sin hacer presencia en el lugar de conflicto, y llegó a la ciudad carabobeña a bordo de una pequeña embarcación pesquera.
El 29 de septiembre, dos dirigentes opositores murieron tiroteados en Barinitas; las víctimas fueron identificadas como Antonio Valero de Primero Justicia, y Omar Fernández de Acción Democrática. De acuerdo a la única versión manejada, que no ha sido confirmada ni negada por las autoridades, una caravana a favor de Capriles fue interrumpida por un grupo de chavistas usando camionetas propiedad del Estado. Cuando los opositores se bajaron de sus vehículos para negociar el pase de la caravana, fueron tiroteados, siendo herido de gravedad un fotógrafo. Posteriormente el ministro del Interior, Tareck El Aissami, informó que habían detenido a tres personas, aunque sin dar detalles de como habían ocurrido los hechos. El diputado  de Primero Justicia, Julio Borges, aseguró que los tres detenidos eran empleados públicos, específicamente del Ministerio del Interior y de la Policía Estadal de Barinas, esta última bajo el mando de Adán Chávez, hermano de Hugo Chávez. El diputado chavista Diosdado Cabello calificó de "irresponsable y bobo" a Borges por sus declaraciones. El diputado opositor Julio Cesar Reyes criticó que Nelson Quintero, director Regional del Ambiente en el estado Barinas y jefe del Comando Carabobo en Barinitas, donde ocurrieron las muertes, no hubiera sido detenido, puesto que su carnet fue encontrado en el lugar de los hechos, y supuestamente los tiros se realizaron desde una camioneta estadal asignada a él, y que quedó abandonada en el sitio.

### Redes de Movilización Inmediata
Las Redes de Movilización Inmediata fueron una supuesta organización paramilitar presuntamente formada por el entonces presidente Hugo Chávez para seguir controlando el país en caso de que fuera derrotado en las elecciones presidenciales. Entre sus objetivos se hubieran encontrado el de abortar concentraciones de la oposición antes de que estas pudieran preparase, la detección de dirigentes opositores, la organización de movilizaciones de calle y de resistencia y el control territorial.
De sus aproximados 3.800 miembros, no todos habrían tenido objetivos militares. Algunos de ellos podrían limitarse a labores de observación, pero otras funciones previstas para estos grupos, compuestas de pequeños equipos de entre cinco y siete miembros, requerían acciones violentas. Fuentes del Ejército Venezolano aseguraron  que en junio se comenzaron a repartir unos 8.000 fusiles AK-103 a esta organización.

## Encuestas
La mayoría de las encuestas realizadas en el país dan la ventaja a Chávez (véase abajo). Esta diferencia ha sufrido pocas variaciones desde la proclamación de Capriles como su contrincante, aunque se puede constatar un ligero crecimiento de la intención de voto para Capriles a partir de julio. La seriedad de algunas empresas encuestadoras ha sido tildada de dudosa por los dos bandos, en lo que se ha catalogado como una gran "guerra de encuestas". Personeros de la oposición han señalado que algunas de las encuestas son hechas por entes del mismo gobierno y otras por compañías dirigidas por allegados e incluso exfuncionarios de la administración de Hugo Chávez; tal es el caso del exministro Jesse Chacón quien dirige el Grupo de Investigación Social, siglo XXI (GISXXI). Representantes del partido del gobierno (PSUV) rechazaron las acusaciones. La agencia de noticias EFE tildó de "antichavistas" las encuestadoras Datanálisis e IVAD.
Como reacción a las encuestas de Hinterlaces en mayo del 2012, que dieron como ganador a Hugo Chávez, el político opositor del partido Primero Justicia (PJ), Tomás Guanipa, acusó a la encuestadora de recibir financiamiento de parte del gobierno. Tal acusación fue rechazada enérgicamente por el presidente del Instituto, Oscar Schemel.
Entre las principales firmas, están Datanálisis, Hinterlaces, GIS XXI e IVAD las cuales han otorgado diferencias notables a favor de Hugo Chávez por márgenes de hasta 35 puntos, y también las de Consultores 21, Predicmática, JDP, DatinCorp, Interdata, entre otras, que le han dado una cerrada ventaja a Henrique Capriles, o incluso señalado que la competencia está estancada en un empate técnico entre estos.
A continuación se destacan los más recientes estudios y sondeos de las firmas principales del escrutinio político y público venezolano.
| Encuestadora                                       | Fecha                    | Tamaño de Muestra |             |              | Ind.   | Ventaja |
| -------------------------------------------------- | ------------------------ | ----------------- | ----------- | ------------ | ------ | ------- |
| Encuestadora                                       | Fecha                    | Tamaño de Muestra | Chávez PSUV | Capriles MUD | Ind.   | Ventaja |
| Encuestadora                                       | Fecha                    | Tamaño de Muestra |             |              | Ind.   | Ventaja |
| Consultores 21                                     | 2 de octubre de 2012     | 1546              | 47.2 %      | 51.8 %       | 1.0 %  | 4.6 %   |
| Top Data Consultores                               | 29 de septiembre de 2012 | 4700              | 42.62 %     | 49.72 %      | 7.66 % | 7.1%    |
| Predicmática                                       | 26 de septiembre de 2012 | 1600              | 47.1 %      | 52.9 %       | -      | 5.8%    |
| Hercón Consultores                                 | 26 de septiembre de 2012 | 2000              | 44 %        | 48.8 %       | 7.2 %  | 4.8%    |
| Datanálisis                                        | 25 de septiembre de 2012 | 1.600             | 49.4 %      | 39.0 %       | 11.6 % | 10.4%   |
| Hinterlaces                                        | 22 de septiembre de 2012 | 1633              | 50 %        | 34 %         | 14 %   | 16%     |
| Varianzas                                          | 20 de septiembre de 2012 | 2000              | 49.7 %      | 47.7 %       | 2.6 %  | 2.0%    |
| 6.º Poder Datos                                    | 18 de septiembre de 2012 | 1200              | 46.17 %     | 43.25 %      | 7.92 % | 2.92%   |
| Instituto Venezolano de Análisis de Datos (IVAD)   | 18 de septiembre de 2012 | --                | 53.3 %      | 32.7 %       | 14%    | 20.6%   |
| Consultores 30-11                                  | 14 de septiembre de 2012 | --                | 56.5 %      | 34.4 %       | 8.1 %  | 22.1 %  |
| Datos Interdata Opinión                            | 13 de septiembre de 2012 | 18803             | 47.07%      | 50.64%       | 2.27 % | 3.57 %  |
| Grupo de Investigación Social, siglo XXI (GIS XXI) | 12 de septiembre de 2012 | 2500              | 60.1 %      | 39.9 %       | 2%     | 20.2 %  |

## Resultados
| Candidatos                                  | Partido                                                     | Votos      | %     |
| ------------------------------------------- | ----------------------------------------------------------- | ---------- | ----- |
| Hugo Chávez                                 | Partido Socialista Unido de Venezuela                       | 6.386.699  | 42,94 |
| Hugo Chávez                                 | Partido Comunista de Venezuela                              | 489.941    | 3,29  |
| Hugo Chávez                                 | Patria Para Todos                                           | 220.003    | 1,47  |
| Hugo Chávez                                 | Redes de Respuesta de Cambios Comunitarios                  | 198.118    | 1,33  |
| Hugo Chávez                                 | Movimiento Electoral del Pueblo                             | 185.815    | 1,24  |
| Hugo Chávez                                 | Tupamaro                                                    | 170.450    | 1,14  |
| Hugo Chávez                                 | Por la Democracia Social                                    | 156.158    | 1,04  |
| Hugo Chávez                                 | Nuevo Camino Revolucionario                                 | 121.735    | 0,81  |
| Hugo Chávez                                 | Unidad Popular Venezolana                                   | 89.622     | 0,60  |
| Hugo Chávez                                 | Independientes por la Comunidad Nacional                    | 69.988     | 0,47  |
| Hugo Chávez                                 | Partido Revolucionario del Trabajo                          | 58.509     | 0,39  |
| Hugo Chávez                                 | Corrientes Revolucionarias Venezolanas                      | 43.627     | 0,29  |
| Hugo Chávez                                 | Varias tarjetas válidas                                     | 467        | 0,00  |
| Hugo Chávez                                 | Total Gran Polo Patriótico                                  | 8.191.132  | 55,07 |
| Henrique Capriles                           | Mesa de la Unidad Democrática                               | 2.204.962  | 14,82 |
| Henrique Capriles                           | Primero Justicia                                            | 1.839.573  | 12,36 |
| Henrique Capriles                           | Un Nuevo Tiempo                                             | 1.202.745  | 8,08  |
| Henrique Capriles                           | Voluntad Popular                                            | 471.677    | 3,17  |
| Henrique Capriles                           | Avanzada Progresista                                        | 256.022    | 1,72  |
| Henrique Capriles                           | Unidad Visión Venezuela                                     | 131.619    | 0,88  |
| Henrique Capriles                           | Movimiento de Integridad Nacional-Unidad                    | 110.839    | 0,74  |
| Henrique Capriles                           | Unidos para Venezuela                                       | 64.380     | 0,43  |
| Henrique Capriles                           | Movimiento Progresista de Venezuela                         | 51.976     | 0,34  |
| Henrique Capriles                           | Movimiento Ecológico de Venezuela                           | 40.523     | 0,27  |
| Henrique Capriles                           | Unidad Democracia Renovadora                                | 36.126     | 0,24  |
| Henrique Capriles                           | Vamos Adelante                                              | 34.938     | 0,23  |
| Henrique Capriles                           | La Fuerza del Cambio                                        | 33.374     | 0,22  |
| Henrique Capriles                           | Vanguardia Popular                                          | 31.279     | 0,21  |
| Henrique Capriles                           | Fuerza Liberal                                              | 22.965     | 0,15  |
| Henrique Capriles                           | Unidad Nosotros Organizados Elegimos                        | 20.444     | 0,13  |
| Henrique Capriles                           | Procomunidad                                                | 18.748     | 0,12  |
| Henrique Capriles                           | Movimiento Venezuela Responsable, Emprendedora y Sostenible | 18.644     | 0,12  |
| Henrique Capriles                           | Varias tarjetas válidas                                     | 470        | 0,00  |
| Henrique Capriles                           | Total Unidad Democrática                                    | 6.591.304  | 44,31 |
| Reina Sequera                               | Unidad Democrática                                          | 65.997     | 0,44  |
| Reina Sequera                               | Poder Laboral                                               | 4.553      | 0,03  |
| Reina Sequera                               | Varias tarjetas válidas                                     | 17         | 0,00  |
| Reina Sequera                               | Total                                                       | 70.567     | 0,47  |
| Luis Reyes Castillo                         | Organización Renovadora Auténtica                           | 8.214      | 0,05  |
| María Bolívar                               | Partido Democrático Unidos por la Paz y la Libertad         | 7.378      | 0,04  |
| Orlando Chirino                             | Partido Socialismo y Libertad                               | 4.144      | 0,02  |
| Votos válidamente emitidos                  | Votos válidamente emitidos                                  | 14.872.739 | 98,10 |
| Votos nulos                                 | Votos nulos                                                 | 287.550    | 1,90  |
| Total de votos                              | Total de votos                                              | 15.160.289 | 100   |
| Votantes registrados/participación          | Votantes registrados/participación                          | 18.903.937 | 80,20 |
| Actas escrutadas: 39.233 de 39.338 (99,73%) |                                                             |            |       |
| Fuente: Consejo Nacional Electoral          |                                                             |            |       |

### Resultados por Entidad federal
| Entidades ganadas por Hugo Chávez       |
| Entidades ganadas por Henrique Capriles |

| Entidad federal  | Censo electoral | Chávez  | %      | Dif. votos (2006-2012) | Capriles | %      | Dif. votos (2006-2012) | Otros | %     | Votantes escrutados | Participación |
| ---------------- | --------------- | ------- | ------ | ---------------------- | -------- | ------ | ---------------------- | ----- | ----- | ------------------- | ------------- |
| Distrito Capital | 1 608 976       | 695 162 | 54,85% | (+5,56%)               | 564 312  | 44,52% | (+45,64%)              | 7 813 | 0,60% | 1 292 524           | 80,33%        |
| Amazonas         | 96 290          | 39 056  | 53,61% | (-2,16%)               | 33 107   | 45,45% | (+193,29%)             | 677   | 0,92% | 74 640              | 78,73%        |
| Anzoátegui       | 1 006 509       | 409 499 | 51,58% | (+9,28%)               | 378 345  | 47,65% | (+60,89%)              | 6 050 | 0,73% | 811 810             | 81,13%        |
| Apure            | 310 047         | 155 988 | 66,09% | (+23,33%)              | 78 358   | 33,20% | (+43,80%)              | 1 652 | 0,69% | 241 932             | 78,38%        |
| Aragua           | 1 164 714       | 552 878 | 58,61% | (+2,80%)               | 384 592  | 40,77% | (+84,36%)              | 5 708 | 0,59% | 961 655             | 82,60%        |
| Barinas          | 525 152         | 243 618 | 59,23% | (+14,66%)              | 165 135  | 40,15% | (+73,82%)              | 2 526 | 0,60% | 420 900             | 80,70%        |
| Bolívar          | 941 697         | 387 462 | 53,73% | (+4,23%)               | 327 776  | 45,46% | (+94,28%)              | 5 766 | 0,79% | 737 898             | 78,76%        |
| Carabobo         | 1 516 240       | 652 022 | 54,49% | (+11,69%)              | 537 077  | 44,88% | (+49,38%)              | 7 419 | 0,61% | 1 217 605           | 80,44%        |
| Cojedes          | 223 028         | 116 528 | 65,31% | (+16,30%)              | 60 584   | 33,94% | (+67,94%)              | 1 323 | 0,71% | 183 483             | 82,48%        |
| Delta Amacuro    | 113 246         | 54 963  | 66,84% | (+3,74%)               | 26 506   | 32,23% | (+79,61%)              | 758   | 0,91% | 84 199              | 74,70%        |
| Falcón           | 634 614         | 296 902 | 59,87% | (+25,34%)              | 195 619  | 39,45% | (+37,45%)              | 3 337 | 0,64% | 507 971             | 80,17%        |
| Guárico          | 634 614         | 249 038 | 64,31% | (+14,94%)              | 135 451  | 34,97% | (+61,53%)              | 2 740 | 0,69% | 398 033             | 80,20%        |
| Lara             | 1 197 690       | 499 525 | 51,45% | (-3,15%)               | 463 615  | 47,75% | (+79,98%)              | 7 637 | 0,77% | 989 142             | 82,65%        |
| Mérida           | 576 870         | 227 276 | 48,45% | (+12,34%)              | 239 653  | 51,09% | (+38,54%)              | 2 126 | 0,42% | 478 441             | 83,01%        |
| Miranda          | 1 950 657       | 771 053 | 49,96% | (+11,30%)              | 764 180  | 49,52% | (+45,52%)              | 7 912 | 0,50% | 1 572 922           | 80,79%        |
| Monagas          | 595 085         | 272 480 | 58,35% | (+7,26%)               | 191 178  | 40,94% | (+84,83%)              | 3 238 | 0,68% | 476 300             | 80,50%        |
| Nueva Esparta    | 329 544         | 132 452 | 51,02% | (+17,52%)              | 125 792  | 48,45% | (+58,81%)              | 1 349 | 0,51% | 265 380             | 80,87%        |
| Portuguesa       | 577 589         | 327 960 | 70,89% | (+19,64%)              | 131 100  | 28,33% | (+62,70%)              | 3 539 | 0,74% | 472 784             | 82,14%        |
| Sucre            | 627 622         | 280 933 | 60,23% | (+4,62%)               | 182 898  | 39,21% | (+92,36%)              | 2 565 | 0,53% | 475 091             | 76,01%        |
| Táchira          | 799 086         | 274 573 | 43,29% | (+6,49%)               | 356 713  | 56,24% | (+45,56%)              | 2 957 | 0,44% | 648 211             | 81,22%        |
| Trujillo         | 501 516         | 252 051 | 64,10% | (+20,20%)              | 139 195  | 35,40% | (+52,10%)              | 1 940 | 0,50% | 400 589             | 80,03%        |
| Vargas           | 265 911         | 127 246 | 61,47% | (+12,66%)              | 78 382   | 37,86% | (+58,50%)              | 1 374 | 0,65% | 211 137             | 79,57%        |
| Yaracuy          | 405 385         | 194 412 | 59,99% | (+18,93%)              | 127 442  | 39,32% | (+47,18%)              | 2 179 | 0,66% | 332 031             | 82,11%        |
| Zulia            | 2 334 529       | 971 889 | 53,34% | (+34,19%)              | 843 032  | 46,27% | (+23,43%)              | 7 038 | 0,37% | 1 850 178           | 79,38%        |